# 实武牙
实武牙，又音译锡博尔加，是印度尼西亚北苏门答腊省西部海岸的海港城市。其面向于印度洋，是去往尼亚斯岛的一个中转港。在2004年印度洋地震中遭受重创。